# Edyta Górniak
Edyta Anna Górniak (ur. 14 listopada 1972 w Ziębicach) – polska piosenkarka, kompozytorka, autorka tekstów, producentka i osobowość telewizyjna, na początku kariery także aktorka musicalowa. Członkini Stowarzyszenia Artystów Wykonawców Utworów Muzycznych i Słowno-Muzycznych SAWP. Honorowa obywatelka gminy Ziębice oraz Honorowy Ambasador Stolicy Polskiej Piosenki Opole.
Zadebiutowała w 1986 jako wokalistka założonego przez siebie zespołu System B. W 1990 otrzymała wyróżnienie w koncercie „Debiuty” podczas 27. Krajowego Festiwalu Polskiej Piosenki w Opolu. Następnie rozpoczęła karierę jako aktorka musicalowa, występując w musicalu Metro wystawianym na scenach Teatru Dramatycznego w Warszawie i Studia Buffo oraz na Broadwayu. W 1994, reprezentując Polskę z utworem „To nie ja!”, zajęła drugie miejsce w finale 39. Konkursu Piosenki Eurowizji w Dublinie. Od tamtej pory wydała sześć albumów studyjnych: Dotyk (1995), Edyta Górniak (1997), Perła (2002), Invisible (2003), E·K·G (2007) i My (2012) oraz jeden album koncertowy pt. Live ’99 (1999) i dwa świąteczne: Zakochaj się na Święta w kolędach (2008) i My Favourite Winter (2024). Za sprzedaż płyt i singli otrzymała poczwórnie platynową, podwójnie platynową, trzy platynowe i trzy złote płyty. Wylansowała przeboje, takie jak „Jestem kobietą”, „Dotyk”, „Pada śnieg”, „Kolorowy wiatr”, „Dumka na dwa serca”, „Jak najdalej”, „Nie proszę o więcej”, „Impossible”, „To nie tak, jak myślisz” i „Teraz – tu”. Z singlem „One & One” dotarła do 28. miejsca na liście European Radio Top 50 czasopisma „Music & Media”, zostając pierwszym polskim wykonawcą, który był notowany ze swoją piosenką w tym zestawieniu.
Powszechnie uznawana za jedną z najsłynniejszych i najbardziej utalentowanych postaci w historii polskiej sceny muzycznej. Znana przede wszystkim z szerokiej skali głosu, niesłychanej wrażliwości artystycznej i charyzmy. Niekiedy porównywana z najważniejszymi wokalistkami w historii muzyki, m.in. Whitney Houston, Mariah Carey i Céline Dion. Wielokrotna laureatka nagród muzycznych, m.in. dwóch Fryderyków, Wiktora, Eska Music Award, Platynowej Telekamery, Viva Comet Awards, Bursztynowego Słowika i Złotej Karolinki. Uhonorowana Brązowym Medalem „Zasłużonym Kulturze Gloria Artis”. Była jurorką, trenerką bądź uczestniczką w kilku programach rozrywkowych, wzięła udział w dwóch ogólnopolskich kampaniach reklamowych oraz zagrała gościnnie w dwóch serialach telewizyjnych.

## Rodzina i edukacja
Urodziła się 14 listopada 1972 w Ziębicach. Pochodzi z rodziny polsko-romskiej. Jest pierwszą córką Grażyny Górniak-Jasik i Jana Górniaka (1951–2006), którzy pobrali się w sierpniu 1972. Jej ojciec był gitarzystą w zespole Dona Wasyla, grał na instrumentach klawiszowych i perkusji oraz występował na weselach, by dorobić do pensji murarza. Górniak otrzymała imię w hołdzie dla francuskiej piosenkarki Édith Piaf.
Pierwsze sześć lat życia spędziła w Ziębicach, następnie zamieszkała z rodzicami w Opolu, gdzie uczęszczała do szkoły podstawowej i ogniska muzycznego. Kiedy miała dziewięć lat, jej ojciec porzucił rodzinę, a jej matka wkrótce związała się z innym mężczyzną i urodziła córkę, Małgorzatę (ur. 1984). Górniak w dorosłym życiu wyznała, że dzieciństwo było dla niej traumatyczne – doświadczyła przemocy fizycznej ze strony ojczyma i często była karcona przez matkę. Gdy była nastolatką, padła ofiarą molestowania seksualnego i gwałtu, po którym próbowała odebrać sobie życie.
Była przeciętną uczennicą, a ze względu na ciemniejszą karnację bywała obiektem docinek rówieśników. Po ukończeniu szkoły podstawowej podjęła naukę w Technikum Ogrodniczym w Prószkowie, a później w Technikum Ogrodniczo-Pszczelarskim w Kluczborku, ale w trzeciej klasie porzuciła szkołę ze względu na występy w musicalu Metro. W pierwszej połowie lat 90. podjęła naukę w wieczorowym liceum dla dorosłych przy Politechnice Warszawskiej, jednak porzuciła szkołę po kilku zajęciach.

## Kariera zawodowa

### Początki i lata 90.
W 1986 zaczęła prowadzić zespół muzyczny System B. Podczas przeglądu orkiestr weselnych w opolskim domu kultury została dostrzeżona przez Elżbietę Zapendowską, prowadzącą zajęcia wokalistyki, u której zaczęła pobierać lekcje wokalne. W 1990 wystąpiła w programie telewizyjnym Zbigniewa Górnego Śpiewać każdy może, w którym zaśpiewała cover piosenki Sam Brown „Stop”. W tym samym roku za wykonanie utworu „Zły chłopak” z repertuaru Lory Szafran otrzymała wyróżnienie w koncercie „Debiutów” podczas 27. Krajowego Festiwalu Polskiej Piosenki w Opolu. By kontynuować karierę muzyczną, przerwała edukację w Zespole Szkół Ogrodniczych im. Józefa Warszewicza w Prószkowie.
Po przeprowadzce do Warszawy przeszła przesłuchanie do musicalu Metro, śpiewając utwór „Stop!” przygrywającemu jej na fortepianie Januszowi Stokłosie, współtwórcy spektaklu. Trafiła do głównej obsady musicalu, w którym początkowo grała drugoplanową rolę z jedną solową partią (napisaną specjalnie dla niej balladą „Litania”), a następnie przejęła rolę Anny po Katarzynie Groniec. W 1992, razem z resztą obsady Metra, pojechała ze spektaklem na Broadway, jednak musical spotkał się tam z chłodnym odbiorem recenzentów, przez co został zdjęty z afisza po zaledwie 10 dniach od premiery i 36 wystawieniach. Górniak po powrocie do Polski kontynuowała grę w Metrze w Teatrze Dramatycznym, szybko stała się główną gwiazdą spektaklu i idolką publiczności. Wkrótce powstały też jej pierwsze autoryzowane fankluby, a grupy fanów jeździły na jej koncerty po całej Polsce.
W 1992 zaśpiewała „Litanię” z Metra i „Stop” Sam Brown podczas uroczystego otwarcia polskiej edycji magazynu „Playboy”. Nagrała dwie piosenki z muzyką Piotra Rubika do filmu Pajęczarki (1993). W 1993 zdobyła trzecią nagrodę za wykonanie utworu „Room for Change” na Festiwalu Piosenki Krajów Nadbałtyckich w Karlshamn oraz wystąpiła w przedstawieniach muzycznych w Teatrze Buffo: Do grającej szafy grosik wrzuć (z klasycznymi polskimi popowymi przebojami sprzed ery rock and rolla), Blues minus (z piosenkami autorstwa Jonasza Kofty) i Nie opuszczaj mnie (z polskimi wersjami piosenek Jacques’a Brela).

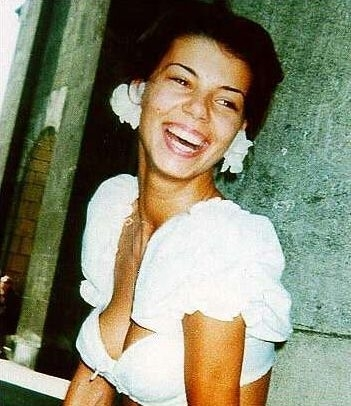
Górniak (1992)

W 1994 przyjęła zaproszenie Telewizji Polskiej do reprezentowania Polski w 39. Konkursie Piosenki Eurowizji w Dublinie, zostając pierwszą polską reprezentantką w konkursie. Jej konkursowym utworem została piosenka „To nie ja!”, którą nagrała w londyńskim studiu. 24 kwietnia rozpoczęła próby do występu w finale Eurowizji. Z uwagi na zapalenie krtani i tchawicy, na które zachorowała po przylocie do Irlandii, podczas próby generalnej dla komisji jurorskich zaśpiewała fragment utworu w języku angielskim. Miał ją do tego nakłonić jej ówczesny menedżer Wiktor Kubiak, który upatrywał w tym zabiegu szansy na zwrócenie uwagi międzynarodowej prasy na swoją podopieczną. Wykonanie zostało uznane za naruszenie regulaminu konkursu, który nakazywał śpiewanie uczestnikom wyłącznie w języku ojczystym. Sprzeciw wobec dalszemu uczestnictwu Polski wyraziło kilka delegacji, jednak w związku z brakiem formalnego protestu Górniak została dopuszczona do konkursu, a w finale zdobyła 166 punktów, dzięki czemu zajęła drugie miejsce. Dzięki sukcesowi osiągniętemu w konkursie stała się gwiazdą polskiego przemysłu rozrywkowego, m.in. zaczęła regularnie pojawiać się na okładkach poczytnych magazynów oraz udzielać wywiadów dla radia i telewizji. W czerwcu podczas 31. KFPP w Opolu odebrała nagrodę im. Karola Musioła za „indywidualność wykonawczą”.
Jeszcze przed występem na Eurowizji podpisała kontrakt z niezależną wytwórnią fonograficzną ORCA, której właścicielem był Wiktor Kubiak. Zgodnie z zapisami w kontakcie, była zobowiązana do nagrania sześciu płyt dla firmy. Pod koniec 1994 wydała singiel „Once in a Lifetime/To nie ja!”, który sprzedawany był w Polsce, Niemczech, Austrii i Szwajcarii. Piosenkarką zainteresowały się liczne wytwórnie płytowe, w tym polski oddział koncernu EMI – Pomaton EMI, który (poprzez wytwórnię ORCA) podpisał z nią kontrakt płytowy. Sukces odniosły także kolejne single Górniak: „Jestem kobietą” (rozszedł się w nakładzie 18 tys. egzemplarzy) i „Dotyk”. 8 maja 1995 wydała swój pierwszy album studyjny, również zatytułowany Dotyk, który rozszedł się w nakładzie ponad 400 tys. egzemplarzy, za co odebrała certyfikat podwójnie platynowej płyty. W tym samym roku otrzymała nagrodę Fryderyka za fonograficzny debiut roku, wzięła udział w nagraniu piosenki „W każdym z nas” napisanej z okazji Europejskiego Roku Ochrony Przyrody i zagrała recital na Sopot Festivalu.
Pod koniec 1995 przeprowadziła się do Londynu, gdzie przy wsparciu Wiktora Kubiaka kompletowała materiał na swój pierwszy międzynarodowy album, a w 1996 podpisała kontrakt z wytwórnią EMI International. Nad produkcją płyty i doborem repertuaru pracowała z Christopherem Neilem, z którym wówczas nawiązała przelotny romans. W tym czasie kontynuowała nagrywanie także dla polskiego rynku i wylansowała kolejne trzy przeboje: „Kolorowy wiatr” (polską wersję utworu „Colors of the Wind” do filmu Disneya Pocahontas), „Love Is on the Line” (klubowy utwór skomponowany przez Kylie Minogue) i „To Atlanta” (polski hymn Igrzysk Olimpijskich 1996). 7 listopada 1997 wydała swój pierwszy anglojęzyczny album, zatytułowany po prostu Edyta Górniak, który miał swoją światową premierę w Japonii, trzy dni później w Polsce, a następnie w pozostałych krajach Europy. Płyta rozeszła się w nakładzie 150 tys. sztuk w Polsce i 300 tys. sztuk na świecie. Album w Norwegii zyskał status złotej płyty, a w Szwajcarii i Portugalii – srebrnej płyty. O ile pierwszy z singli promujących płytę, „When You Come Back to Me”, stał się przebojem w Skandynawii, Portugalii (gdzie wykorzystano go w czołówce popularnego serialu telewizyjnego) i w krajach azjatyckich (zrealizowany do niego klip dotarł do trzeciego miejsca na liście przebojów azjatyckiej MTV), drugi – „Anything” – odniósł sukces głównie w Polsce. 22 grudnia 1997 Górniak wystąpiła w Sali Kongresowej w Warszawie na transmitowanym przez TVP koncercie z tenorem José Carrerasem; podczas widowiska zaśpiewali pieśni, arie operowe i świąteczne standardy oraz wspólnie nagrany utwór „Hope for Us”, który ukazał się na singlu. Jeszcze przed grudniowym koncertem Górniak nawiązała współpracę z Adamem Sztabą, który został kierownikiem muzycznym jej zespołu.
W 1998 nagrała kolejne dwa polskojęzyczne przeboje: „Lustro” (polską wersję „Reflection” z filmu Disneya Mulan) i „Dumka na dwa serca” (temat przewodni filmu Ogniem i mieczem), którą zaśpiewała w duecie z Mietkiem Szcześniakiem. W międzyczasie zerwała współpracę z Wiktorem Kubiakiem, który w wyniku zawartej umowy nadal zachowywał wyłączne prawo do wydawania jej kolejnych albumów – do czasu odejścia od menedżera wydała trzy z sześciu zakontraktowanych płyt. Na swojego kolejnego agenta zatrudniła Artura Iwana, który wcześniej pracował dla niej jako szofer i ochroniarz. Następnie podjęła usługi menedżerskie Doroty Oraczewskiej. W czerwcu otrzymała nagrodę dziennikarzy i fotoreporterów podczas 35. KFPP w Opolu. Na początku 1999 wydała międzynarodowy singiel „One & One”, który wcześniej nagrał Robert Miles. 8 kwietnia wyruszyła w swoją pierwszą biletowaną trasę koncertową, która trwała miesiąc i obejmowała 11 koncertów w 11 polskich miastach. Zapis audiowizualny zarejestrowany podczas koncertów w Krakowie, Warszawie i Łodzi ukazał się we wrześniu na albumie koncertowym pt. Live ’99, który sprzedał się w nakładzie ok. 30 tys. egzemplarzy. Jeszcze w 1999 nowym kierownikiem muzycznym zespołu Górniak został Grzegorz Jabłoński.

### Lata 2000–2009
W lutym 2000 zagrała kilka koncertów w Copernicus Center w Chicago dla amerykańskiej Polonii, a 4 marca wystąpiła w klubie Webster Hall na Manhattanie. Oprócz tego zagrała minikoncert na warszawskim Torwarze podczas Krajowej Konwencji Sojuszu Lewicy Demokratycznej, za co miała zainkasować ponad 50 tys. zł. 30 maja wystąpiła w 1000. przedstawieniu Metra, 3 lipca 2000 wspólnie z Maciejem Stuhrem rozpoczęła ogólnopolską plenerową trasę promującą słuchowisko radiowe RMF FM Romeo i Julia. W następnym roku zaczęła pracować nad materiałem na kolejny album, jednak popadła w kryzys twórczy i depresję, a także miała problemy finansowe. Za produkcję i piosenki na jej kolejny międzynarodowy album odpowiadał brytyjski producencko-kompozytorski zespół Absolute (Paul Wilson i Andy Watkins), a ówczesnym menedżerem Górniak był Jim Beach. 9 marca 2002 wypuściła na rynek polską edycję albumu pt. Perła, który zawierał dwie płyty z anglo- i polskojęzycznymi utworami. Album, który promowała m.in. przebojami „Jak najdalej” i „Nie proszę o więcej”, rozszedł się w kraju w nakładzie ponad 70 tys. egzemplarzy. Przeszło tydzień po premierze albumu, 18 marca 2002, wystąpiła na gali wręczenia Wiktorów, a jej skąpa kreacja sceniczna wzbudziła duże kontrowersje. W tym czasie jej agentem został Marcin Perzyna.
W czerwcu 2002 zaśpiewała polski hymn narodowy podczas Mistrzostw Świata w Piłce Nożnej; jej interpretacja „Mazurka Dąbrowskiego” (ze zmienionym metrum i wokalnymi improwizacjami) została krytycznie oceniona przez widzów i ogólnopolskie media. W tym czasie plotkowano o rzekomym romansie Górniak z prezydentem RP Aleksandrem Kwaśniewskim i domniemanej ciąży artystki, jednak informacje zostały zdementowane przez obie strony. W marcu 2003 wydała Invisible, anglojęzyczną część Perły, która rozszedła się w nakładzie zaledwie w 12 tys. egzemplarzy. Płytę promowała klubowym singlem „Impossible”, który osiągnął umiarkowany sukces w krajach niemieckojęzycznych, jednocześnie został uznany przez krytyków muzycznych za plagiat piosenki zespołu The Sweet „Love is like Oxygen”. Pochodzący z płyty utwór „Hold on Your Heart” został wykorzystany w portugalskim serialu telewizyjnym Morangos com Açúcar (Truskawki z cukrem).
Wytwórnia EMI, niezadowolona z chłodnych reakcji na nowy album Górniak, zrezygnowała z wydawania kolejnych singli promujących płytę i kręcenia doń wideoklipów, po czym rozwiązała kontrakt z artystką. Górniak podpisała umowę z niemieckim oddziałem wytwórni Virgin Records. W grudniu 2003 za pośrednictwem swojej strony internetowej wystosowała list do mediów, w którym potwierdziła plotki o swojej ciąży i skrytykowała działanie dziennikarzy, pisząc: Do tej pory przez wszystkie lata pozwalałam wam szargać swoim imieniem, znosząc wszystko z pokorą i zrozumieniem. Dziś – ze zrozumiałych chyba powodów – nie stać mnie już na dyplomację. Po raz pierwszy występuję do was z jakąkolwiek prośbą, więc mam nadzieję, że odniesiecie się do tego w należyty sposób. Jest przecież tyle innych tematów, na których możecie zarabiać pieniądze, niekoniecznie niewinność nienarodzonego jeszcze dziecka. W 2004 wytwórnia Virgin Records rozwiązała kontrakt z Górniak, wokalistka opuściła także swoją macierzystą, polską wytwórnię po 10 latach współpracy i zakończyła współpracę z Marcinem Perzyną. W marcu polski oddział EMI wydał kompilację 17 największych przebojów Górniak pt. Złota kolekcja: Dotyk. W tym czasie piosenkarka nagrała piosenkę „Nie było” z metalową formacją Sweet Noise.
W lipcu 2004 przerwała karierę muzyczną, co związane było z częstymi atakami paparazzich na jej życie prywatne. W liście skierowanym do dziennikarzy napisała: Możecie świętować – wasz trud zniechęcenia mnie do życia publicznego nie poszedł na straty. Przekroczyliście już wszystkie granice, gubiąc po drodze człowieczeństwo (…), wszelką godność i etykę zawodową. No i udało się! Nie mam już wątpliwości, że nie odnajdę żadnej przyjemności w wychodzeniu na scenę i rozdawaniu siebie innym! (…) chcę, żebyście wiedzieli, pier…lone szczury, że macie na swoich rękach krew. Zniszczycie choćby największe świętości, żeby mieć swojego newsa. (…) Nasza rodzina jest naszą twierdzą! Zapamiętajcie to sobie! (…) Przykro mi, że tak się to wszystko zakończyło. Ale nie mam już najmniejszej ochoty śpiewać i tworzyć dla ludzi. Pozwała także redakcje dzienników „Super Express” i „Fakt”, oskarżając je o naruszenie jej dóbr osobistych. Współpracę z artystką w tym czasie zakończyli jej menedżerka Ewa Galin i Grzegorz Jabłoński, kierownik muzyczny jej zespołu. W grudniu 2004 w liście do redakcji Wirtualnych Mediów przeprosiła dziennikarzy za swój wulgarny list z lipca. Nieco wcześniej, 28 listopada wystąpiła w koncercie „Solidarni z Ukrainą” organizowanym na Placu Niepodległości w Kijowie w trakcie pomarańczowej rewolucji. W grudniu w wywiadzie dla magazynu „Wprost” zapowiedziała powrót na scenę. W tym czasie wraz z Dariuszem Krupą założyła wytwórnię płytową – EG.Production oraz nawiązała współpracę z duetem producentów muzycznych Mathplanete, aby nagrać piosenki z klubową muzyką chillout. Pierwszym efektem prac był francuskojęzyczny singel „Lunatique”, którego promocja nie nabrała rozgłosu w mediach. W 2005 wzięła udział w kampanii reklamowej wody mineralnej Cisowianka. W maju 2005 ukazała się nieautoryzowana biografia Górniak autorstwa Piotra Krysiaka pt. „Edyta Górniak: Bez cenzury”, która nakazem sądu została wycofana ze sprzedaży.

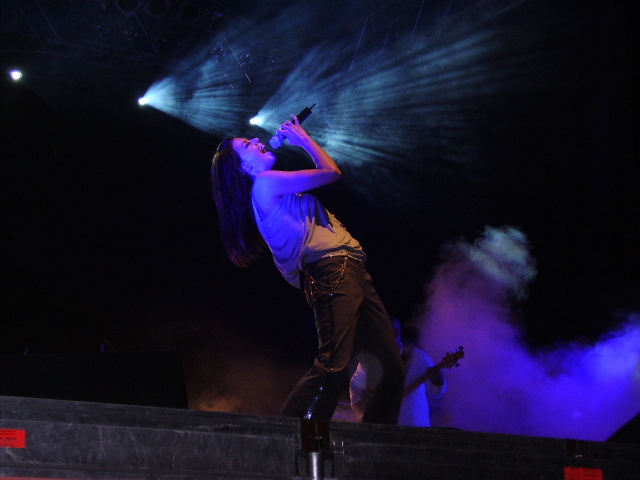
Edyta Górniak podczas koncertu w Sosnowcu, 2006

W listopadzie 2005 powróciła na rynek z singlem „Krople chwil...”, a w grudniu zaprezentowała „Sexuality”, drugi singiel z albumu pt. Mathplanete. W styczniu 2006 jej zdjęcia ukazały się na łamach magazynu „Playboy”, którego nakład wyniósł 130 tys. egzemplarzy i ukazał się w dwóch wersjach okładkowych. Wideo z sesji zdjęciowej zawarte zostało w teledysku do utworu „Sexuality”. W tym samym roku została ambasadorką Radia Zet, rozpoczęła pracę nad nowym albumem popowym oraz nawiązała współpracę z koncernem Sony BMG. Pierwszym efektem ich współpracy była piosenka „Cygańskie serce”, z którą w czerwcu 2006 zajęła drugie miejsce w głosowaniu publiczności w konkursie Premiery na 43. KFPP w Opolu. W tym samym roku wystąpiła gościnnie w jednym z odcinków serialu Niania oraz wraz z innymi wykonawcami wzięła udział w nagraniu utworu „Wystarczy chcieć” z okazji 10. rocznicy powstania Fundacji Polsat. W listopadzie wydała kolejny, solowy singiel „Loving You”.
W styczniu 2007 zaśpiewała tytułowy temat do polskiej wersji hiszpańskiego filmu animowanego Smocze wzgórze. We wrześniu zaśpiewała piosenkę „Gwiazdeczka” podczas koncertu z muzyką klasyczną pt. Śpiewnik narodowy, który odbył się w Teatrze Wielkim w Warszawie ku czci Marii Fołtyn i Stanisława Moniuszki. Koncert był transmitowany na żywo przez TVP. Ponadto wzięła udział w sesji zdjęciowej dla miesięcznika „Machina”, na której została ucharakteryzowana na warszawską Syrenkę, co miało służyć odświeżeniu wizerunku symbolu polskiej stolicy. Wiosną 2007 została jurorką w pierwszej edycji programu rozrywkowego Polsatu Jak oni śpiewają, w kolejnych latach jurorowała jeszcze w pięciu edycjach programu. W październiku 2007 wydała pierwszy od pięciu lat album studyjny pt. E·K·G, który ukazał się pod szyldem EG.Production i medialnego koncernu Agora SA. Płytę promowała singlem „List”, będącym polskojęzyczną wersją utworu „I Surrender” z repertuaru Céline Dion. 31 grudnia uświetniła występem plenerowy koncert sylwestrowy organizowany przez telewizję Polsat w Krakowie. W styczniu 2008 potwierdziła, że planuje trasę koncertową promującą płytę, planowała również wydanie płyty DVD z tej trasy. Ostatecznie nie doszło do zapowiadanego tournée i, nie licząc sporadycznych koncertów po wydaniu w lutym 2008 singla „Dziękuję ci”, promocja płyty szybko dobiegła końca. W tym czasie otrzymała nominację do Telekamery w kategorii „Muzyka” (5. miejsce) oraz do Wiktora w kategorii „Muzyka i estrada”. Zdobyła również nominacje do Superjedynek 2007 w dwóch kategoriach: „Wykonawca roku” (4. miejsce w głosowaniu internautów) i „Płyta roku” (5. miejsce w głosowaniu internautów). Nominowano ją także do nagród „Viva!” Najpiękniejsi oraz Kobieta Roku „Glamour” 2007.
W 2008 wzięła udział w akcji ekologicznej „Zmień nawyki na dobre. Zmień klimat na lepszy” oraz była jedną z uczestniczek programu rozrywkowego Ranking gwiazd. W lipcu zaśpiewała na festiwalu TOPtrendy w Sopocie w koncercie TOP, jako jedna z najlepiej sprzedawanych artystek roku. Miesiąc wcześniej odmówiła występów na dwóch koncertach – pierwszy miał odbyć się z okazji 15-lecia jej kariery w ramach 45. KFPP w Opolu, lecz organizator nie pozwolił jej wyjść na scenę po zmroku, a drugi miał być supportem przed koncertem Céline Dion, jednak menedżment Dion nie pozwolił jej wystąpić z zespołem na żywo. W październiku odebrała dwie statuetki w plebiscycie zorganizowanym z okazji 60-lecia EMPiK-u: dla „najważniejszej osobowości ostatnich 60 lat” oraz za „najważniejszą płytę ostatnich 60 lat” (za album pt. Dotyk). W listopadzie zaprezentowała utwór „To nie tak, jak myślisz”, który nagrała na potrzeby ścieżki dźwiękowej polskiej komedii romantycznej To nie tak, jak myślisz, kotku. Piosenka, do której zrealizowany oficjalny teledysk, trafiła na playlisty większości radiostacji i muzycznych stacji telewizyjnych. Przed Bożym Narodzeniem wydała pierwszy świąteczny album pt. Zakochaj się na Święta w kolędach, zawierający pięć kolęd w języku polskim i pięć amerykańskich świątecznych standardów. Płyta była dodatkiem do „Gazety Wyborczej”. 31 grudnia wystąpiła podczas emitowanej w telewizji Polsat imprezy sylwestrowej w Warszawie.

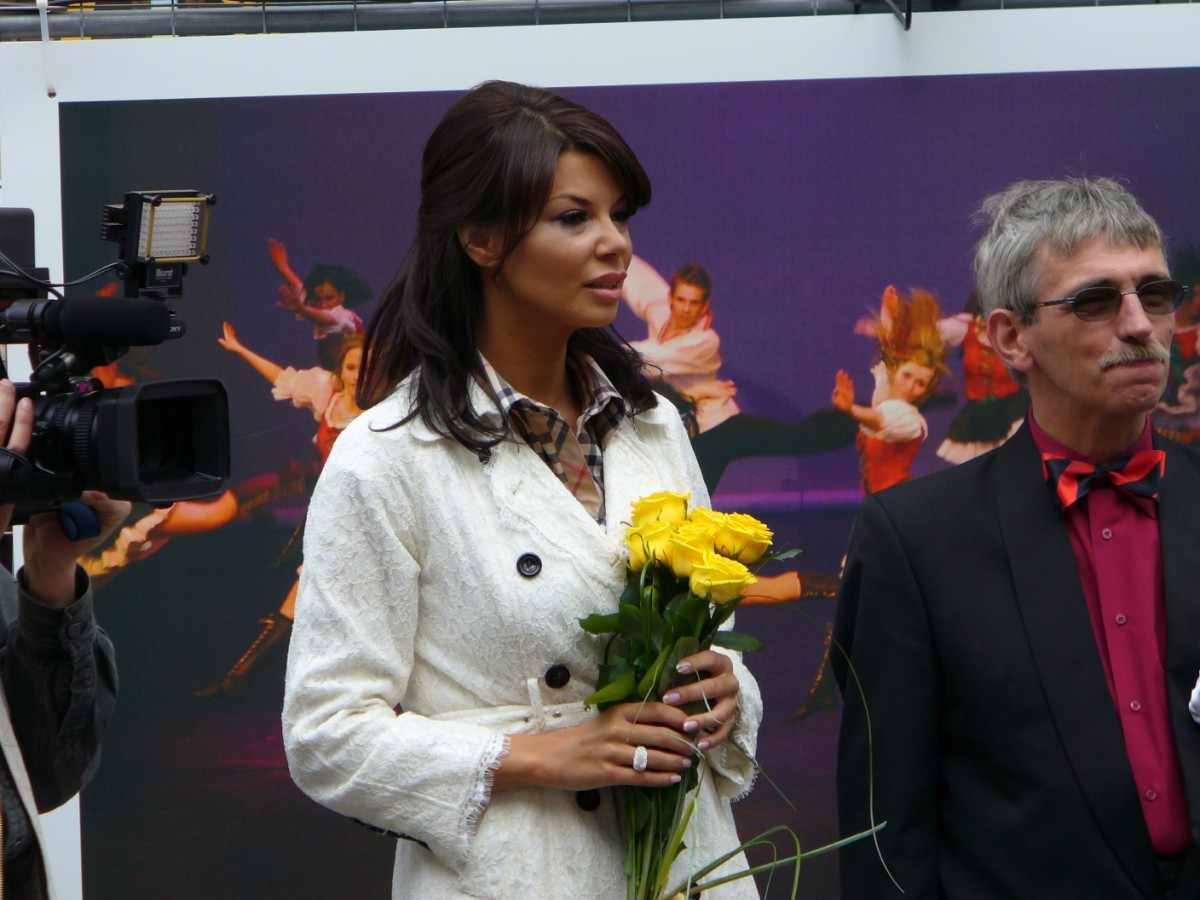
Edyta Górniak podczas odsłonięcia gwiazdy w Alei Gwiazd w Opolu, 2009

W kwietniu 2009 zdobyła statuetkę Eska Music Award w kategorii „przebój roku” (za utwór „To nie tak, jak myślisz”). W Sylwestra wystąpiła jednego wieczoru na trzech koncertach w Warszawie: w Sali Kongresowej dwukrotnie wystąpiła z orkiestrą BBC Big Band, po czym uświetniła koncert sylwestrowy transmitowany przez telewizję Polsat.

### Lata 2010–2019
W styczniu 2010 rozpoczęła roczną współpracę menedżerską z Mają Sablewską. Zapowiedziała wówczas obchody jubileuszowego roku kariery – najpóźniej latem miała wydać nowy album i płytę DVD, ogłosiła też rozpoczęcie prac nad własnym musicalem, ale żadnych z tych planów nie zrealizowała. W lutym zaśpiewała jako gość muzyczny finału krajowych eliminacji do 55. Konkursu Piosenki Eurowizji. Miesiąc później była nominowana do nagrody „Viva!” Najpiękniejsi w kategorii „najpiękniejsza Polka”. 29 maja uczciła swój jubileusz uroczystym koncertem 20 piosenek na XX-lecie podczas festiwalu TOPtrendy w Sopocie, a w sierpniu wystąpiła jako gość muzyczny festiwalu TVP Bydgoszcz Hit Festiwal 2010; na obu koncertach po raz pierwszy wykonała na żywo piosenkę „Never Will I”, nagraną na jej pierwszy album zagraniczny i wydaną tylko w Japonii. Jesienią uczestniczyła w 12. edycji programu rozrywkowego TVN Taniec z gwiazdami, w parze z Janem Klimentem zajęła trzecie miejsce, odpadając w odcinku półfinałowym. W listopadzie na rynek trafiła nowa wersja kompilacji jej największych przebojów pt. Złota kolekcja: Dotyk, uaktualniona o hity z ostatnich lat oraz utwór „Never Will I”. W grudniu 2010 uświetniła występem sylwestrowy koncert TVP Sylwester z Dwójką – Imperium gwiazd we Wrocławiu. Jedną z atrakcji był jej występ z Marylą Rodowicz i Beatą Kozidrak w przeboju Creedence Clearwater Revival „Proud Mary”, w aranżacji znanej z wykonania Tiny Turner. Zaprezentowała tam również swój premierowy singel „Teraz – tu”, zapowiadający nowy album pt. My. Do piosenki samodzielnie wyreżyserowała teledysk, podobnie jak do następnego singla – „On the Run”.
W 2011 została ambasadorką firmy kosmetycznej Soraya. Ponadto wystąpiła w odcinku specjalnym teleturnieju Tak to leciało!. 22 marca zaśpiewała piosenkę Jacques’a Brela „Nie opuszczaj mnie” w koncercie Jednego Serca, organizowanym w Teatrze Wielkim w Warszawie i będącym hołdem dla ofiar katastrofy smoleńskiej. 1 lipca zaśpiewała przebój Czesława Niemena „Sen o Warszawie” na koncercie Tu Warszawa organizowanym z okazji inauguracji polskiej prezydencji w Radzie UE w Warszawie. W październiku zaprezentowała singiel „Oj... kotku”, który nagrała na potrzeby filmu Pokaż, kotku, co masz w środku. W listopadzie dostała kolejną nominację do nagrody Viva! Najpiękniejsi w kategorii „Najpiękniejsza Polka”.

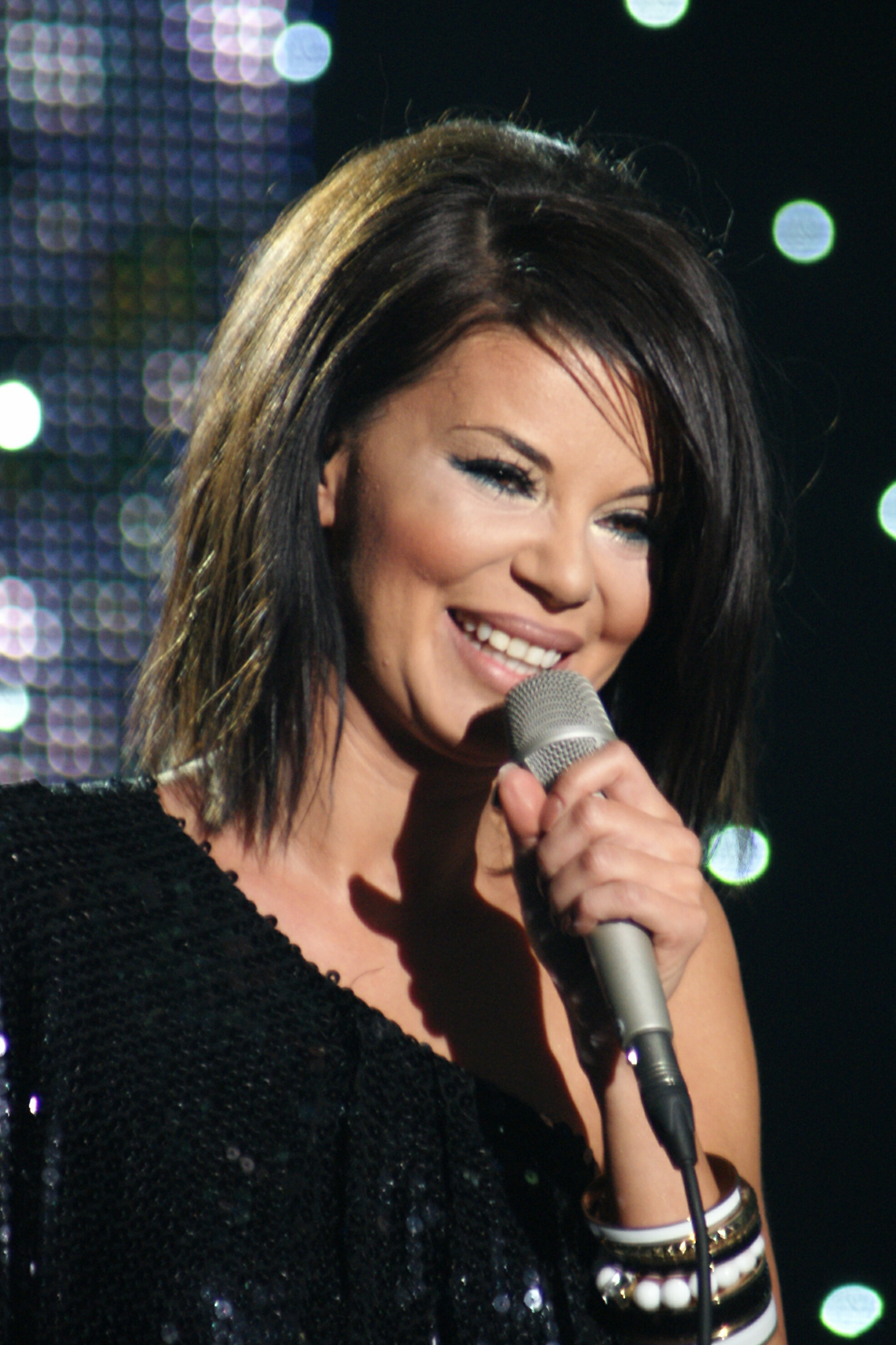
Edyta Górniak gościnnie podczas Krajowych Eliminacji do 55. Konkursu Piosenki Eurowizji, 14 lutego 2010

W 2012 reklamowała ING Bank Śląski. 14 lutego wydała album pt. My, stanowiący zwrot ku muzyce electropopowej, wydany przez jej nową własną wytwórnię płytową – Anaconda Productions. Po singlach „Teraz – tu” i „On the Run” promowanych w 2011, album promowała singlami: „Nie zapomnij”, „Consequences”, który doczekał się także polskojęzycznej wersji („Co tylko chcesz”), oraz „Sens-Is”. 22 kwietnia w Gdańskiej Ergo Arenie wystąpiła gościnnie na koncercie José Carrerasa. 26 maja wystąpiła podczas festiwalu TOPtrendy 2012, a 30 czerwca wzięła udział w koncercie TVP Sabat Czarownic w Kielcach. 23 lutego 2012 otrzymała nagrodę Viva Comet za wygraną w kategorii najlepszy image; była także nominowana do zdobycia statuetki w kategoriach: wokalistka roku, najlepszy przebój i najlepszy teledysk (za utwór i klip do „Teraz – tu”). Również w 2012 była mentorką jednego z chórów rywalizujących w programie Bitwa na głosy. 2 grudnia wystąpiła na telewizyjnej gali stacji TVN Zwykły bohater, dwa tygodnie później zagrała urodzinowy koncert w warszawskim studiu telewizyjnym Transcolor, który był rejestrowany przez stację HBO i został wyemitowany w Sylwestra, a 18 grudnia wystąpiła gościnnie podczas gali 20-lecia Telewizji Polsat w Teatrze Wielkim w Warszawie.
2 lutego 2013 wystąpiła podczas gali Miss Polonia 2012. 11 lutego była gościem muzycznym na gali „Viva!” Najpiękniejsi. 14 i 15 lutego opublikowała na swoim kanale na YouTube studyjne nagranie coveru Arethy Franklin „(You Make Me Feel) Like A Natural Woman” i fragment „Etiudy Rewolucyjnej”, utworu zrealizowanego w ramach projektu związanego z muzyką Fryderyka Chopina, do którego tekst napisał Jacek Cygan. 6 kwietnia premierę miał cover standardu Franka Sinatry „All the Way”, nagrany przez Górniak w duecie z Mattem Duskiem na polską edycję jego albumu pt. My Funny Valentine: The Chet Baker Songbook. 26 maja wystąpiła gościnnie w finale trzeciej edycji programu TVN X Factor, w którym wykonała utwór „List” razem z Klaudią Gawor. W czerwcu odmówiła występu na jubileuszowym 50. KFPP w Opolu, argumentując to brakiem możliwości uzgodnienia repertuaru (brak jej zgody na podjęcie się wykonania piosenki Anny German) oraz odmówieniem przez producentów festiwalu zdementowania nieprawdziwych przekazów medialnych na temat negocjacji finansowych i rzekomego konfliktu z Marylą Rodowicz. Ostatecznie Górniak została zbojkotowana na festiwalu (np. pominięto ją w retrospektywnej części jubileuszu). Również w 2013, w geście protestu przeciw spaleniu Tęczy na Placu Zbawiciela w Warszawie, wpięła w instalację kwiaty. Latem 2013 wraz z Tomsonem i Baronem, Marią Sadowską i Markiem Piekarczykiem nagrała piosenkę „Tysiące głosów”, promującą trzecią edycję programu The Voice of Poland, w której była trenerką. Rozpoczęła również nagrania na ósmy album studyjny, kontynuujący elektropopową stylistykę. Nad materiałem pracowała z duetem kompozytorsko-producenckim Dustplastic. 6 lipca wystąpiła gościnnie podczas koncertu Aarona Spearsa w Centrum Kultury w Grodzisku Mazowieckim. 23 i 24 sierpnia zaśpiewała na Sopot Top of the Top Festival 2013. 2 września wystąpiła podczas jubileuszowej gali 1000 razy „M jak miłość”, zorganizowanej z okazji emisji 1000. odcinka serialu M jak miłość. 31 grudnia wystąpiła podczas sylwestrowego koncertu telewizji TVP2 Disco Sylwester z Dwójką we Wrocławiu.

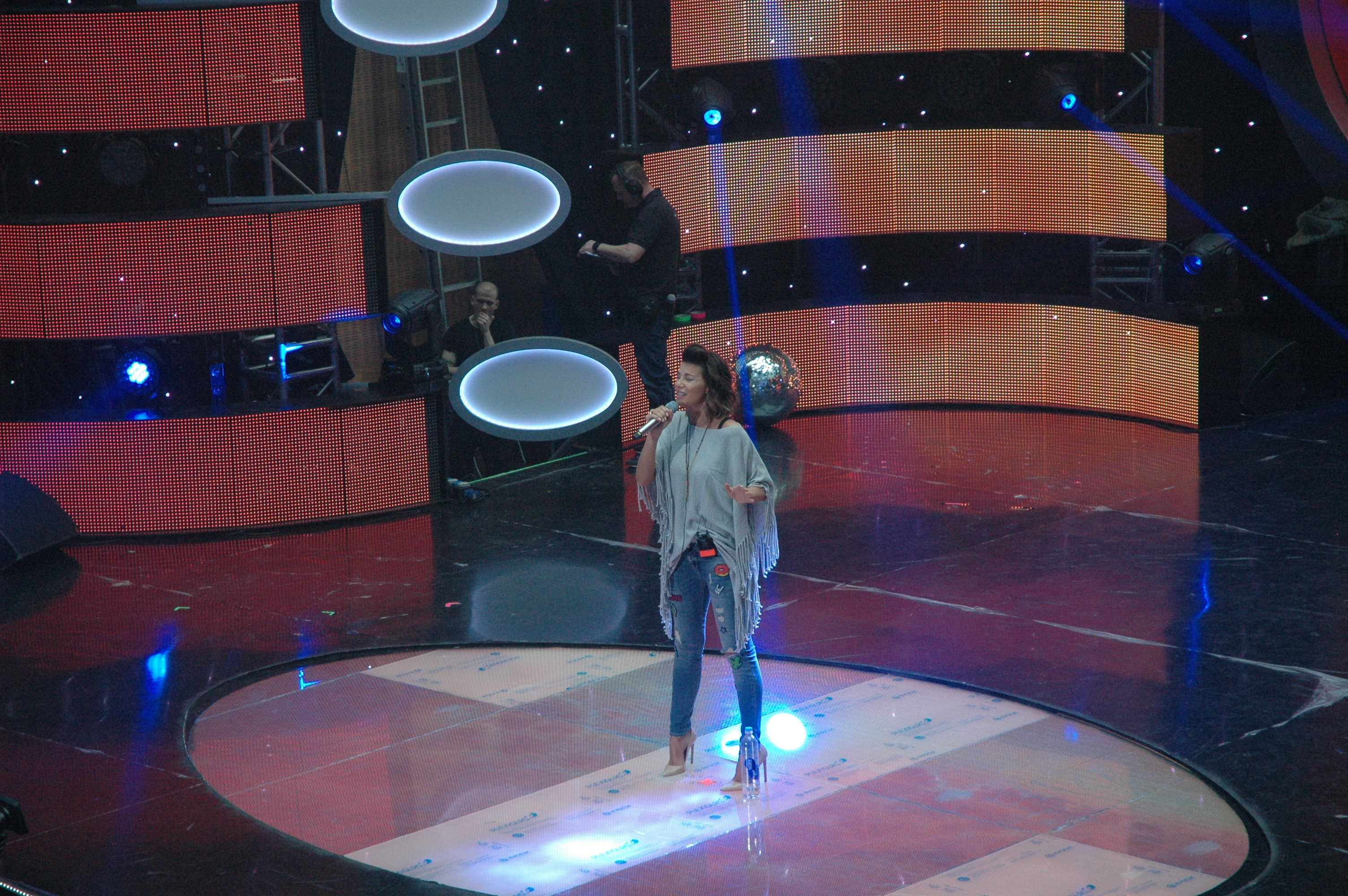
Edyta Górniak podczas prób do krajowych eliminacji do 61. Konkursu Piosenki Eurowizji (2016)

Na początku 2014 podpisała kontrakt fonograficzny z Universal Music Polska. 27 stycznia wystąpiła na międzynarodowej uroczystości losowania grup Mistrzostw Świata 2014 w siatkówce mężczyzn. 10 lutego w trakcie gali Viva! Najpiękniejsi zaśpiewała piosenkę „To nie ja!” w duecie z Marią Markiewicz, stypendystką programu I Ty możesz sięgnąć gwiazd. 1 maja wykonała tę piosenkę podczas koncertu Tu bije serce Europy zorganizowanego z okazji 10. rocznicy wstąpienia Polski do Unii Europejskiej. 16 maja zaprezentowała singiel „Your High”, który po raz pierwszy zaśpiewała na żywo 24 maja podczas finału czwartej edycji The Voice of Poland. 1 czerwca, razem z Rusłaną Łyżyczko, zaśpiewała cover „Imagine” Johna Lennona podczas uroczystej gali z okazji 25-lecia odrodzenia wolnej Polski – Ludzie Wolności, w której uczestniczyli m.in. prezydenci Bronisław Komorowski i Lech Wałęsa, premier Donald Tusk oraz Marszałek Sejmu Ewa Kopacz. 3 sierpnia otrzymała statuetkę Bursztynowej Fali za całokształt pracy artystycznej podczas pierwszej edycji Festiwalu „Na Fali” w Koszalinie. Jesienią była trenerką w piątej edycji programu TVP2 The Voice of Poland. 21 listopada zaprezentowała singiel „Glow On”. 31 grudnia wystąpiła we Wrocławiu podczas Sylwestra z Dwójką.
W lutym 2015 zajęła 10. miejsce w plebiscycie radia RMF FM na artystę 25-lecia. Miesiąc później wyznała, że zgłosiła chęć udziału na 60. Konkursie Piosenki Eurowizji, jednak jej kandydatura została odrzucona przez TVP z powodu wcześniejszego podpisania umowy z inną artystką (Moniką Kuszyńską). 19 kwietnia wystąpiła podczas koncertu Top Music Wembley w londyńskiej Wembley Arena. 22 maja wystąpiła jako gość muzyczny w finale trzeciej polsatowskiej edycji programu Dancing with the Stars. Taniec z gwiazdami. Cztery dni później piosenki „Glow On” i „Your High” ukazały się na wspólnym winylowym maxisinglu, zawierającym dodatkowo remiks „Glow On” (zrealizowany przez Dustplastic) oraz wykonanie a cappella „Your High”. Od 12 do 14 czerwca 2015 brała udział w 52. KFPP w Opolu; drugiego dnia dała recital z okazji 25-lecia działalności artystycznej, po którym odebrała Złotą Karolinkę, a ostatniego dnia festiwalowego wystąpiła w koncercie Muzyczna biografia – 90 lat Polskiego Radia, w którego trakcie odebrała Platynową Telekamerę. 24 czerwca wydała singiel „Oczyszczenie”. W sierpniu rozpoczęła pierwszą od 16 lat trasę koncertową pod nazwą Love 2 Love, zorganizowaną w największych polskich halach z okazji jubileuszu 25-lecia artystycznej działalności. 30 sierpnia wystąpiła w Gorzowie Wielkopolskim podczas koncertu Europa to My, zorganizowanego przez Ministerstwo Infrastruktury w celu promocji inwestycji współfinansowanych z funduszy Unii Europejskiej. Jesienią była trenerką w szóstej edycji programu The Voice of Poland, za co była nominowana do Telekamer w kategorii „Juror” w 2015 i 2016. 14 października odebrała Brązowy Medal „Zasłużony Kulturze Gloria Artis”. 23 listopada wystąpiła na 13. plebiscycie Róż Gali, a 5 grudnia – na koncercie stacji TVN Listy do M. 2. W Sylwestra była jedną z gwiazd plenerowego koncertu organizowanego przez TVN w Krakowie.
9 stycznia 2016 wystąpiła podczas Poznańskiego Koncertu Noworocznego w ramach Międzynarodowych Targów Poznańskich. W lutym poinformowała o zakończeniu współpracy z duetem Dustplastic, wyjaśniając, że „producenci nie wywiązali się ze swoich zobowiązań zawodowych”. W tym samym miesiącu potwierdziła zgłoszenie się z balladą „Grateful” do udziału w krajowych eliminacjach do 61. Konkursu Piosenki Eurowizji. 5 marca wystąpiła w finale selekcji i zajęła trzecie miejsce w głosowaniu telewidzów. 28 maja wystąpiła podczas 9. Festiwalu Muzyki Filmowej w Krakowie. Latem zaprojektowała kolekcję ubrań dla modowej marki Naoko oraz została jurorką programu Hit Hit Hurra!, za co była nominowana do Telekamer w kategorii „Juror” w 2017. 20 sierpnia wzięła udział w festiwalu gwiazd lat 90. Top Łódź Festival, transmitowanym przez Polsat. 28 sierpnia zaśpiewała przed walką Marcina Najmana na gali Boxing Night 12 w Częstochowie. 6 września wystąpiła z Davidem Fosterem podczas koncertu z okazji Dnia Niepodległości Indonezji, organizowanego w Warszawie przez polską ambasadę tego kraju. 31 grudnia wystąpiła podczas Sylwestra z Dwójką organizowanego w Zakopanem.
W 2017 została ambasadorką producenta lakierów do paznokci Chiodo Pro. W maju wystąpiła na 10. Festiwalu Muzyki Filmowej w Krakowie. 18 sierpnia była jedną z gwiazd podczas TOP of the TOP Festival w Sopocie. 17 września wystąpiła na koncercie „Od Opola do Opola” podczas trzeciego dnia 54. KFPP w Opolu. 24 listopada wydała singel „Andromeda” nagrany we współpracy z Donatanem. 24 grudnia wystąpiła podczas wigilijnego koncertu w kościele pw. św. Ignacego Loyoli w Gdańsku, emitowanego przez TVP1.

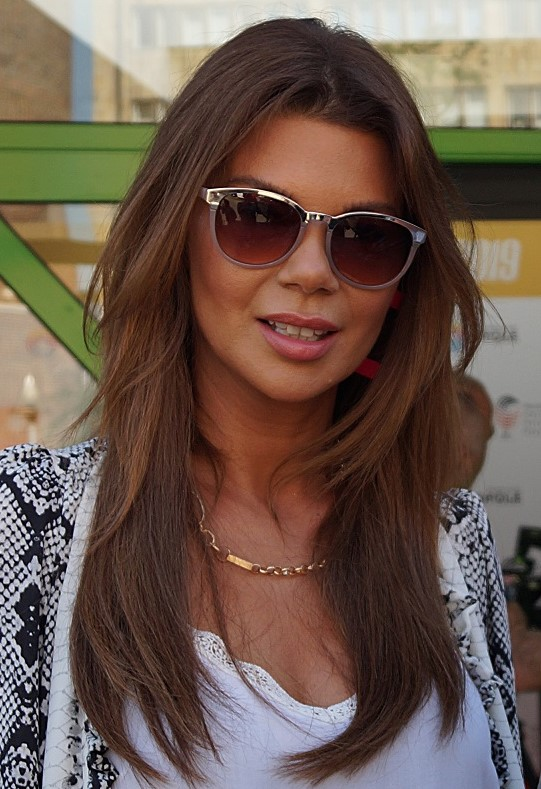
Edyta Górniak (2019)

6 marca 2018 wydała utwór „Dom dobrych drzew”, promujący serial Leśniczówka emitowany w TVP1. 10 czerwca wystąpiła podczas trzeciego dnia 55. KFPP w Opolu. Również w 2018 została trenerką w pierwszej edycji programu The Voice Kids i uczestniczyła w czwartej edycji programu TVN Agent – Gwiazdy. 8 czerwca zaśpiewała piosenkę Ireny Santor „Walc Embarras” na transmitowanym przez stację TVN 1. Wodecki TWIST Festival w Centrum Kongresowym w Krakowie. 15 i 16 sierpnia wystąpiła podczas Top of the Top Sopot Festival 2018, a trzeciego dnia festiwalowego zaśpiewała m.in. piosenkę „(You Make Me Feel Like) A Natural Woman” z repertuaru Arethy Franklin, która zmarła wcześniej tego samego dnia. 27 sierpnia zaprezentowała singiel „Tylko Ty”, będący nową wersją utworu „Bei Mir Bistu Shein” z 1932, który nagrała na potrzeby filmu Dywizjon 303. Historia prawdziwa. 8 października premierę miał utwór „Zatrzymać chwilę”, który nagrała na potrzeby filmu animowanego Hotel Transylwania 3 w duecie z Roksaną Węgiel. 11 listopada wzięła udział w koncercie „Sto lat dla Polski”, zorganizowanym w londyńskiej sali Royal Albert Hall z okazji 100. rocznicy odzyskania niepodległości, 27 grudnia – w koncercie „Muzyka Wolności” organizowanym przez telewizję TVN z okazji 100. rocznicy wybuchu Powstania Wielkopolskiego, a cztery dni później – podczas imprezy sylwestrowej TVN organizowanej w Warszawie.
17 maja 2019 wystąpiła jako gość muzyczny podczas finału dziewiątej edycji programu Polsatu Dancing with the Stars. Taniec z gwiazdami, śpiewając piosenkę Whitney Houston „I Have Nothing”. 14 sierpnia w trakcie drugiego dnia festiwalu Top of the Top w Sopocie wykonała przedpremierowo stworzony we współpracy z Gromeem utwór „Król”. Podczas festiwalu zaprezentowała również własną wersję utworu „Sweet Dreams (Are Made of This)” zespołu Eurythmics, a także utwór „One & One” w nowej aranżacji. 21 sierpnia przyznano jej złotą płytę za singel „Andromeda” nagrany z Donatanem. Jesienią była bohaterką reality show TVN My Way, w którym uczyła się jeździć samochodem. 17 grudnia wystąpiła na koncercie „Najpiękniejsze kolędy”, który odbył się w kościele parafialnym Matki Boski Częstochowskiej w Lubinie, emitowany był w wigilię na stacji TVN. 31 grudnia zaśpiewała „My Way”, „Król” i własną wersję utworu „Sweet Dreams (Are Made of This)” na emitowanym przez TVN koncercie sylwestrowym w Warszawie.

### Od 2020

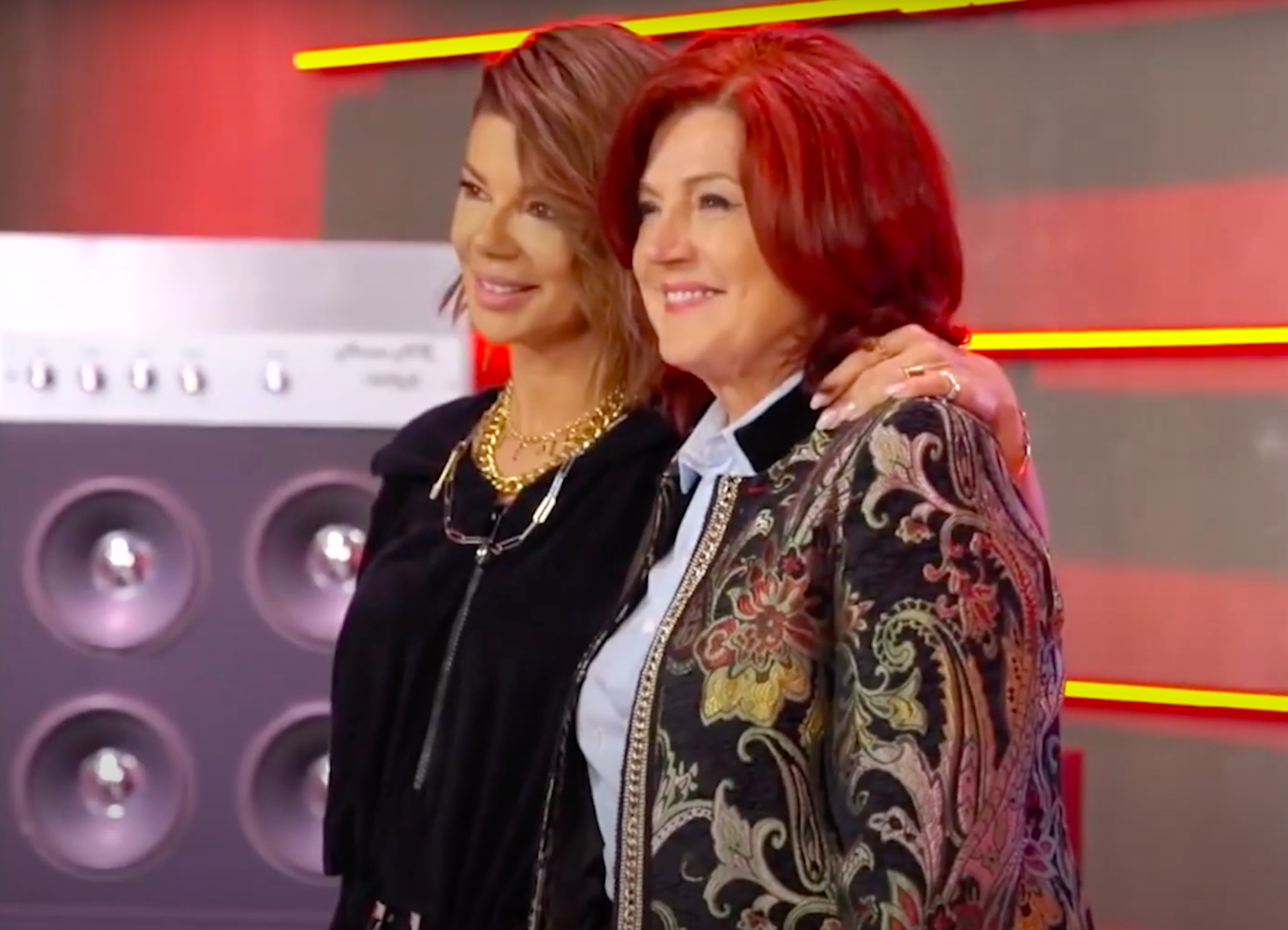
Górniak i Urszula Dudziak w 2020

Wraz z rozpoczęciem nowej dekady stała się obiektem częstej krytyki m.in. ze względu na poglądy i sojusz z będącą pod kierownictwem partii rządzącej Telewizją Polską, dla której często występowała. 24 lipca 2020 opublikowała cyfrowo utwór „Lime (TeQuila-ila)”. 26 lipca i 31 sierpnia wystąpiła podczas koncertu Lato, muzyka, zabawa. Wakacyjna trasa Dwójki, kolejno w: Chełmie i w Świnoujściu. 6 września zasiadła w jury pierwszego półfinału Szansy na sukces wyłaniającego reprezentanta Polski w 18. Konkursie Piosenki Eurowizji dla Dzieci. 11 września wystąpiła podczas koncertu TVP Gramy dla Białorusi, a dzień później TVP2 wyemitowała pierwszy odcinek programu Ameryka da się lubić z gościnnym udziałem Górniak. We wrześniu była honorowym gościem programu Jaka to melodia?. Jesienią występowała w charakterze trenerki w 11. edycji programu The Voice of Poland, a podczas trzeciego finałowego odcinka na żywo 28 listopada zaśpiewała premierowy singiel „Too Late”.
8 marca 2021 wystąpiła podczas koncertu Za zdrowie Pań! zorganizowanego przez TVP2 z okazji Dnia Kobiet. 10 kwietnia wykonała utwór „Kolorowy wiatr” podczas pierwszego finałowego odcinka czwartej edycji programu The Voice Kids. 30 maja wystąpiła na koncercie TVP1 Jak przeżyć wszystko jeszcze raz poświęconym Krzysztofowi Krawczykowi; jej wykonanie przeboju „Trudno tak (razem być nam ze sobą...)” wzbudziło kontrowersje. 3 czerwca TVP1 wyemitowała widowisko filmowo-muzyczne Dekalog AD 2021 z udziałem Górniak. Latem występowała podczas trasy TVP2 Lato, muzyka, zabawa. Wakacyjna trasa Dwójki. 14 sierpnia wystąpiła podczas koncertu TVP1 Abba Ojcze na Festiwalu Muzyki Chrześcijańskiej na Jasnej Górze. 17 sierpnia wzięła udział w koncercie TVN #I Love Sopot na Top of The Top Sopot Festival 2021. 3 września wykonała piosenkę Grzegorza Ciechowskiego „Nie pytaj o Polskę” podczas koncertu „Od Opola do Opola: Największe Gwiazdy! Legendarne Przeboje!” na 58. Krajowym Festiwalu Polskiej Piosenki. 8 października 2021 wydała cyfrowo nową wersję utworu „Będę śniła”. 5 grudnia wystąpiła na koncercie TVP1 „#Murem za polskim mundurem”, wykonując utwory „Czerwone maki na Monte Cassino” oraz „Dziwny jest ten świat”.
6 stycznia 2022 premierę miał koncert TVP „Bo w rodzinie siła” z udziałem Górniak. 27 lutego zaśpiewała w koncercie TVP „Solidarni z Ukrainą”, na którym wykonała piosenki „Nie proszę o więcej” i „Nie zapomnij”. 31 marca zaśpiewała utwór „List” na gali wręczenia Wiktorów emitowanej przez TVP. 17 kwietnia TVP1 wyemitowała koncert wielkanocny „Cud życia”, w którym Górniak wystąpiła w duecie z José Carrerasem. 23 kwietnia wydała własną interpretację pieśni modlitewnej „W Tobie jest światło”. 31 maja wystąpiła podczas 25. gali rozdania Telekamer „Tele Tygodnia”. 9 września ukazał się singiel Tomka Torresa „Free Your Heart” nagrany z gościnnym udziałem Górniak. 13 listopada TVP1 wyemitowała widowisko „Gala Jubileuszowa – 70 lat Telewizji Polskiej” z udziałem artystki. Dzień później miał premierę singiel rapera Nerwusa „Mów sercem”, w którym gościnnie zaśpiewała Górniak. 24 grudnia opublikowała kolędę „Jezus malusieńki” i świąteczny szlagier „Have Yourself a Merry Little Christmas”. 31 grudnia zaśpiewała na plenerowym koncercie Sylwester Marzeń organizowanym przez TVP2 w Zakopanem.

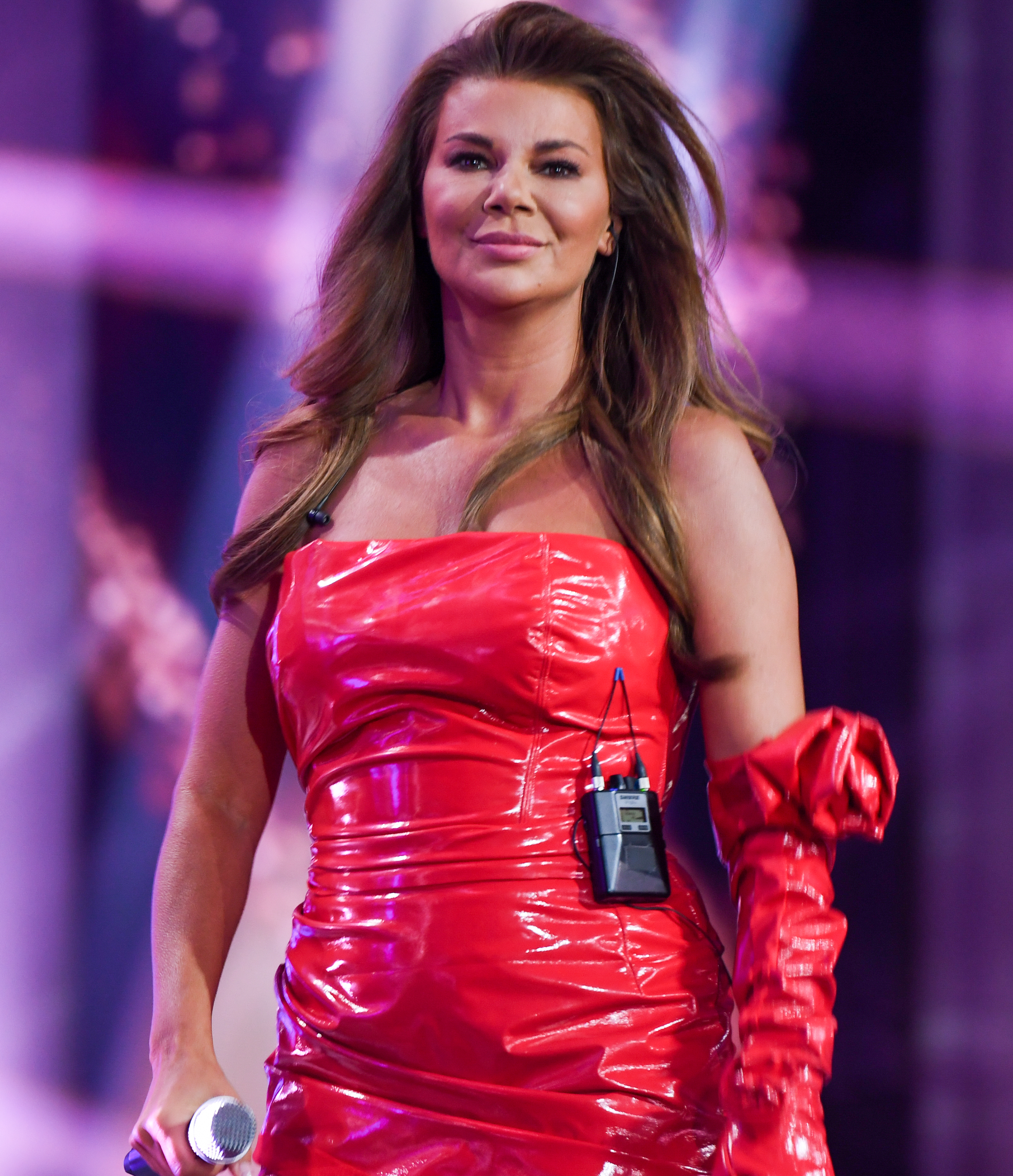
Górniak podczas występu na Polsat SuperHit Festiwal 2023

24 lutego 2023 wystąpiła w koncercie charytatywnym „Stay Together – Nie bądź obojętny” zorganizowanym przez Polsat. Dwa dni później przewodniczyła jury w programie Tu bije serce Europy! Wybieramy hit na Eurowizję!. 2 kwietnia wystąpiła podczas telewizyjnego koncertu „Nie zastąpi ciebie nikt” poświęconym Janowi Pawłowi II, a 10 kwietnia telewizja Polsat wyemitowała koncert „100 lat Disneya” z jej udziałem. 27 maja zaśpiewała na Polsat SuperHit Festiwalu. 11 czerwca wystąpiła podczas koncertu „Ale to już było. Jest. I będzie” podczas 60. KFPP w Opolu. 25 czerwca wystąpiła na plenerowym koncercie TVP „Lato z naszą telewizją – Bądźmy razem” w Łowiczu. W sierpniu zaśpiewała na koncertach TVP „Łączy nas Bałtyk” i „Silna Biało-Czerwona”. Jesienią brała udział w programie TVP2 Rytmy Dwójki. 30 września wystąpiła na koncercie TVP3 „Rozśpiewany PGE Narodowy”. 25 grudnia TVP1 wyemitowała koncert „Edyta Górniak świątecznie” ze świątecznymi piosenkami i kolędami zaśpiewanymi przez Górniak, a 31 grudnia wystąpiła na emitowanym przez TVP2 koncercie sylwestrowym w Zakopanem. W 2024 z utworem „I Remember” zajęła 18. miejsce w wewnętrznych eliminacjach wyłaniających reprezentanta Polski w 68. Konkursie Piosenki Eurowizji. 15 listopada tego samego roku wydała świąteczny album pt. My Favourite Winter. 26 kwietnia 2025 wystąpiła podczas koncertu TVP „Symfonia Miłosierdzia”. 24 maja wystąpiła podczas koncertu „Gdzie się podziały tamte prywatki?” w ramach Polsat Hit Festiwal 2025. 15 czerwca tego samego roku wystąpiła w koncercie „Trzy ćwiartki Jacka Cygana – urodziny” podczas 62. KFPP w Opolu.

## Głos

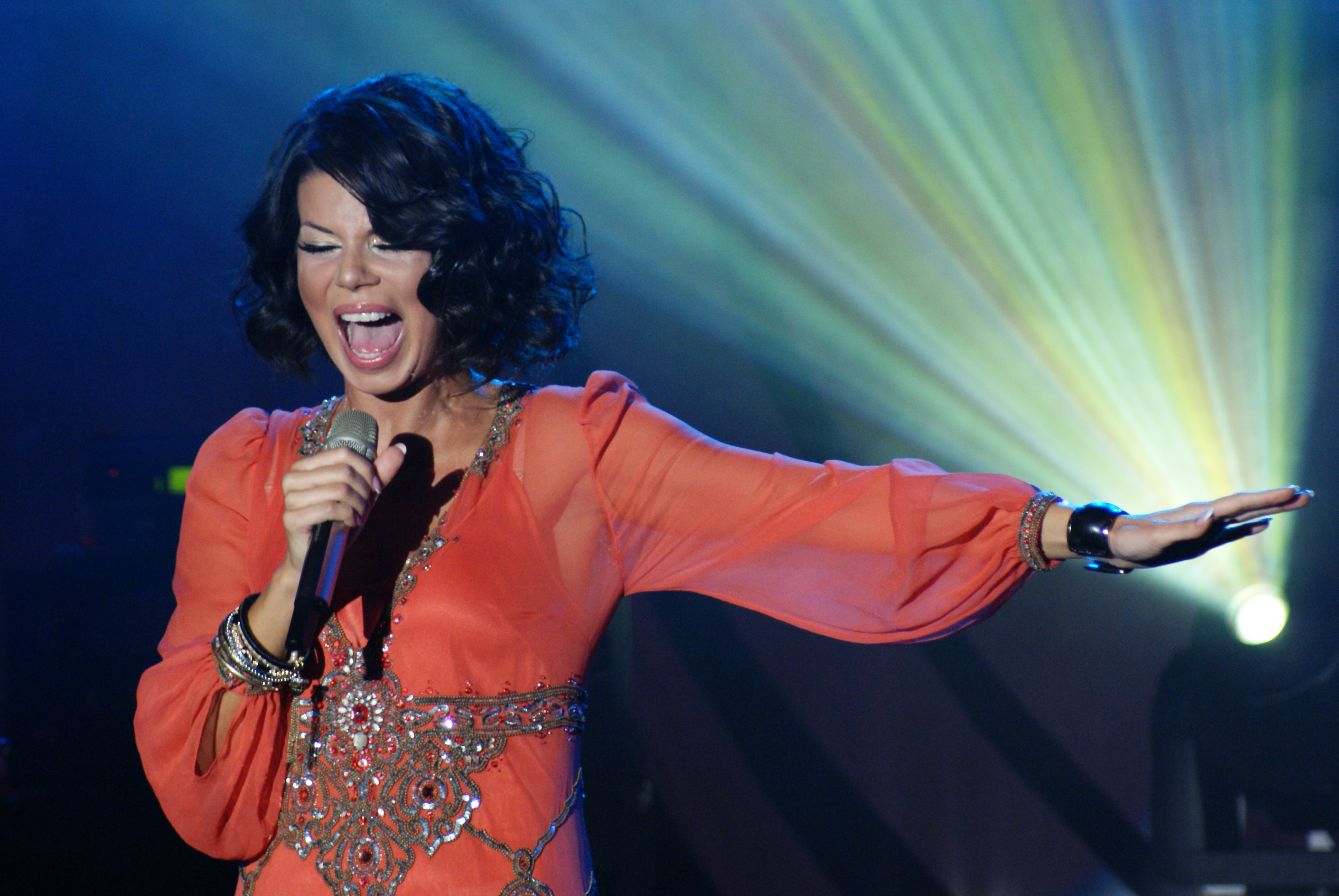
Górniak (2009)

Ze względu na warunki głosowe często porównywana jest przez krytyków muzycznych do Céline Dion, Whitney Houston i Mariah Carey, których twórczość szczególnie sobie ceni. Alicja Węgorzewska-Whiskerd podczas nagrania jednego z odcinków programu Bitwa na głosy powiedziała o Górniak: Kiedy czasem słucham Edyty, to ona ma tę elektryczność pod skórą, tę wrażliwość, którą też miała Whitney Houston. Paweł Gzyl, recenzując płytę My, napisał: O kondycji wokalnej piosenkarki właściwie nie ma co wspominać – nie od dzisiaj wiadomo, że w tej kwestii zostawia ona daleko w tyle resztę polskiej konkurencji. Elżbieta Zapendowska, niegdyś nauczycielka wokalna piosenkarki, powiedziała w jednym z wywiadów: Szkoda, że tak wielki, światowy talent został zaprzepaszczony. Ona powinna zrobić światową karierę, mając takie warunki jakie ma, mając taką urodę, taki głos, taką wrażliwość muzyczną.
O talencie Górniak pozytywnie wypowiedzieli się także m.in.: Karolina Korwin Piotrowska, Adam Sztaba, Piotr Rubik, Maryla Rodowicz, Jacek Cygan, Robert Janowski, Krzysztof Krawczyk, Irena Santor, Czesław Niemen, David Foster.

## Poglądy
Identyfikowała się jako przeciwniczka preparatów mRNA przeciwko SARS-Cov-2, a wraz z postępem pandemii COVID-19 dzieliła się w mediach społecznościowych swoimi spiskowymi teoriami na temat: rzekomej szkodliwości maseczek (jako „wdychania własnych spalin”), za co zajęła trzecie miejsce w plebiscycie na „Biologiczną bzdurę roku”; medialnego symulowania objawów choroby przez „statystów w kostiumach”; konieczności „pokazania Bogu, że jesteśmy warci ocalenia”.
Wypowiedzi Górniak były nagłaśniane przez media głównego nurtu, co Paweł Grzesiowski komentował słowami: Wielu osobom znanym medialnie, po latach sławy i statusu gwiazdy, często zaciera się granica między rzeczywistością a urojeniami.
Kilkukrotnie deklarowała swoje wsparcie dla społeczności LGBT.

## Życie prywatne
Podczas prac nad Metrem nawiązała romans z Robertem Janowskim. Była zaręczona z aktorem Dariuszem Kordkiem i trębaczem Jeffreyem Kievitem. Związana była także z: dziennikarzami telewizyjnymi Piotrem Gembarowskim (w latach 1994–1995) i Piotrem Kraśką (1995–1998), producentem muzycznym Christopherem Neilem (1995), prezesem i redaktorem naczelnym Radia Zet Robertem Kozyrą (1998) oraz kompozytorami: Adamem Sztabą (1998–1999) i Paulem Wilsonem (2001–2002).

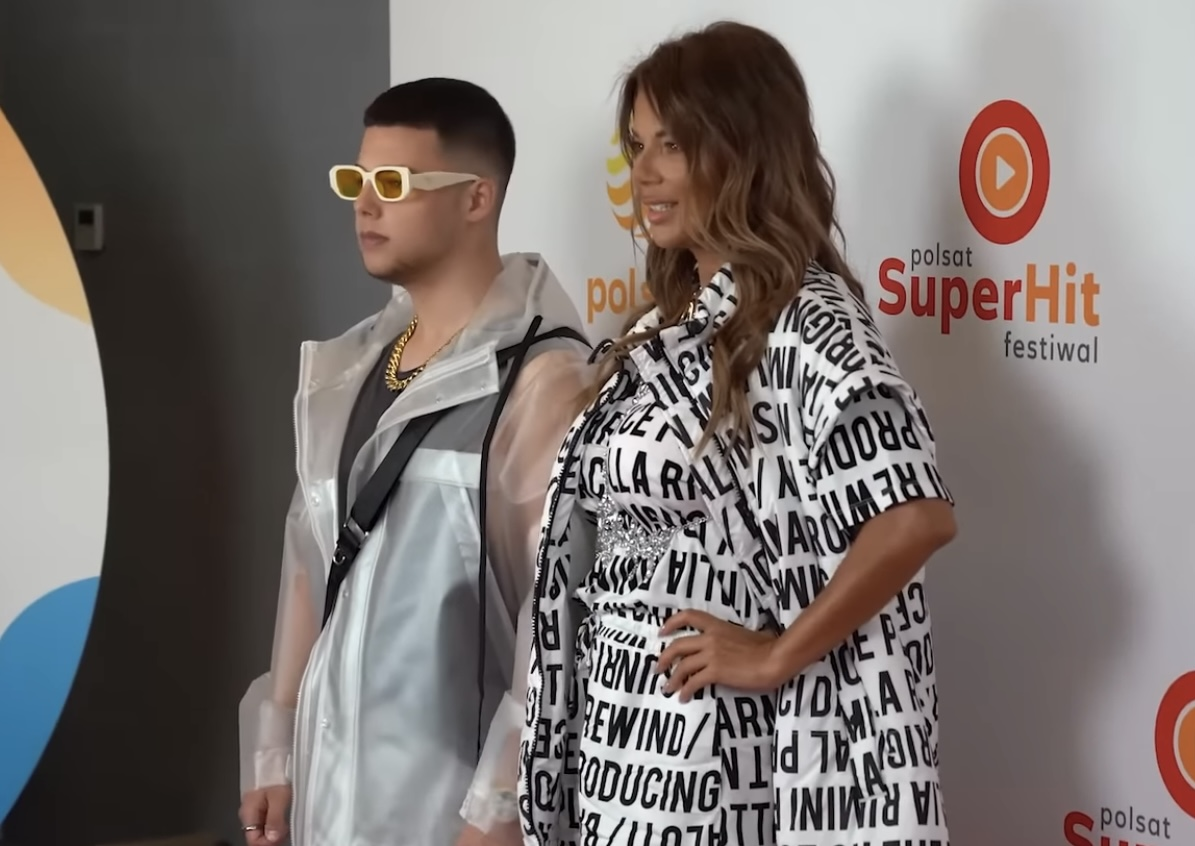
Górniak z synem Allanem (2023)

Ze związku z Dariuszem Krupą ma syna Allana Karola (ur. 27 marca 2004 w Łomży), który po osiągnięciu pełnoletności rozpoczął karierę rapera pod pseudonimem Enso. Górniak poślubiła Krupę 11 listopada 2005, jednak w kwietniu 2009 ogłosiła separację w małżeństwie oraz zakończenie współpracy z mężem na stanowisku menedżera. 24 lutego 2010 w Sądzie Okręgowym w Warszawie zakończyła się sprawa rozwodowa z jej powództwa. Po rozwodzie związała się z prawnikiem Piotrem Schrammem, a 27 czerwca 2014 poinformowała o zakończeniu ich czteroletniego związku. Następnie była związana z amerykańskim aktorem Williamem McKinneyem i kierowcą rajdowym Mateuszem Zalewskim, z którym była w ciąży zakończonej poronieniem.
W 1999 kupiła mieszkanie pod Lizboną. Znaczną część dorosłego życia mieszkała w Warszawie i Londynie, a w trakcie trwania małżeństwa z Dariuszem Krupą mieszkała w podwarszawskim Milanówku. Od stycznia do września 2016 mieszkała w Krakowie, później zamieszkała w Malibu w aglomeracji Los Angeles. W 2018 zamieszkała ponownie w Krakowie, a w 2020 w Zakopanem.
W 2021 utworzyła własny kanał medytacyjny Akademia Przebudzenia w serwisie YouTube.

## Dyskografia
- Dotyk (8 maja 1995)
- Edyta Górniak (10 listopada 1997)
- Live ’99 (25 września 1999)
- Perła (9 marca 2002)
- Invisible (31 marca 2003)
- E·K·G (12 października 2007)
- Zakochaj się na Święta w kolędach (22 grudnia 2008)
- My (14 lutego 2012)
- My Favourite Winter (15 listopada 2024)

## Trasy koncertowe
- Dotyk (1995)
- Live ’99 (1999)
- Julia (2000)
- Love 2 Love (2015)
- Edyta Górniak Akustycznie (2018–2020)

## Filmografia
Aktorka:
- 1995: Pocahontas – Pocahontas (głos wokalny, polski dubbing)[299][300]
- 2002: Na dobre i na złe – piosenkarka Nika Werner (odc. 93)[299][300]
- 2006: Niania – ona sama (odc. 31)[299][300]
- 2023: Było sobie studio – Pocahontas (głos, polski dubbing)[301]

Wykonanie piosenek: